# Arnaud Kom Njilo
Arnauld Kom Njilo (ur. 15 września 1978 w Kamerunie) – kameruński sędzia koszykarski.

## Życiorys
W wieku juniorskim uprawiał koszykówkę jako zawodnik. W 1998 roku po raz pierwszy wziął udział w oficjalnym meczu jako sędzia koszykarski. W kolejnych latach sędziował mecze rozgrywane nie tylko w Kamerunie, ale także i między innymi w Izraelu.
W 2006 roku przyjechał do Polski na obóz dla sędziów koszykarskich „Kuba Camp” organizowany przez Jakuba Zamojskiego. Podczas pobytu na Dworcu Centralnym został okradziony, tracąc między innymi swoje dokumenty. W związku z tym i problemami z wyrobieniem nowych (w Polsce brak jest kameruńskiej ambasady) Kom Njilo pozostał w Polsce. Wkrótce później zgłosił się do Warszawskiego Okręgowego Związku Koszykówki, który wydał mu polską licencję sędziowską i zezwolił mu na sędziowanie meczów niższej rangi (lig amatorskich, rozgrywek juniorskich czy III ligi). Jednocześnie podjął pracę zarobkową jako informatyk. Zachował także sędziowską licencję kameruńską, w związku z czym sędziował także mecze rozgrywane w Afryce – między innymi w rozgrywkach FIBA Africa Clubs Champions Cup (odpowiednik Euroligi w Afryce). W 2008 roku poznał Polkę, z którą później się ożenił.
W maju 2010 roku uzyskał licencję międzynarodową FIBA. W styczniu 2011 roku otrzymał z kolei uprawnienia do sędziowania w Polsce rozgrywek na szczeblu centralnym. W tym samym roku po raz pierwszy sędziował także mecze mistrzostw Afryki. Na imprezę tę został powołany także 2 lata później. W 2014 roku, mając wówczas w Polsce uprawnienia jedynie do sędziowania rozgrywek co najwyżej I ligi, został zaproszony do udziału w Mistrzostwach Świata w Koszykówce Mężczyzn 2014, gdzie sędziował mecze grupy C. W sierpniu tego samego roku został uprawniony do sędziowania spotkań Polskiej Ligi Koszykówki, które prowadzi od sezonu 2014/2015. W 2015 roku ponownie sędziował spotkania mistrzostw Afryki.

## Życie prywatne
Ma pięcioro rodzeństwa. Mieszka w Warszawie.